# Padre nuestro
Padre nuestro és una pel·lícula xilena de 2006 dirigida per Rodrigo Sepúlveda i protagonitzada per l'argentina Cecilia Roth, Jaime Vadell, Francisco Pérez-Bannen, Amparo Noguera i Luis Gnecco. Ha estat una de les pel·lícules xilenes amb major èxit d'audiència.

## Sinopsi
"Nens, si us plau treieu-me d'aquí". Aquest sembla l'últim desig que Caco (un vividor empedreït, que va abandonar la seva família 9 anys enrere) els demana a Pedro, Meche i Roberto, els seus fills, mentre passa el seu últim dia de vida en un hospital de Valparaíso. Ells no sospiten que aquest vell divertit, alegre i excèntric farà tot el possible per a reunir la seva família; encara que això li porti la vida.

## Repartiment
- Jaime Vadell - Eduardo "Caco"
- Cecilia Roth - Maite
- Francisco Pérez-Bannen - Roberto
- Amparo Noguera - Meche
- Luis Gnecco - Pedro
- Gabriela Hernández - Isabel
- Coca Guazzini - Rosa María
- Gloria Münchmeyer - Neche
- Manuel Peña - Carlos
- Marcial Tagle - Pepe
- Felipe Castro - Doctor
- Annie Murath - Cantante
- Arnaldo Berríos - Jalil
- Antonia Santelices - La niña
- Catalina Guerra - Prostituta
- Marisela Santibáñez - Prostituta
- Eduardo Bertrán
- Teresa Münchmeyer
- Ramón Llao

## Premis
- Millor Actor, Festival Internacional de Cinema de Cartagena, Colòmbia, 2007
- Millor Actor, Millor Guió, Premis Pedro Sienna, 2007
- Millor Guió, Tulipes Llatí Art & Film Festival, USA, 2007
- Millor Guió, 9è Festival Iberoamericà de Cinema de Santa Cruz, Bolívia, 2007
- Premi Especial de la Joventut de Santa Cruz, 9è Festival Iberoamericà de Cinema de Santa Cruz, Bolívia, 2007
- Millor Actor, Jaime Vadell, 47è Festival Internacional de Cinema i TV de Cartagena d'Índies, Colòmbia, 2007
- Premi Sarasvati, 5è Festival Internacional de Cinema de Bali, Indonèsia, 2007
- Selecció Oficial de Xile al Goya a la millor pel·lícula estrangera de parla hispana Madrid, Espanya, 2007[4]
- Selecció Oficial de Xile a l'Oscar a la millor pel·lícula de parla no anglesa Los Angeles, els EUA, 2007[5][6]
- Selecció Oficial de Xile als Premis Ariel a la Millor Pel·lícula Iberoamericana, Mèxic, 2008